# Оборона Кушки (1918)
Оборона Кушки (1918) — боевые действия гарнизона крепости Кушка против войск Закаспийского временного правительства (ЗВП) 9-20 августа 1918 года.

## Хронология развития событий
В результате антибольшевистского восстания власть в Закаспийской области перешла в руки временного правительства, в состав которого входили представители эсеров, меньшевиков и туркменских националистов. Кушка оказалась в тылу противника в 500 км от линии фронта.
Сформированное восставшими Закаспийское временное правительство испытывая недостаток в вооружении и боеприпасах стремилось захватить арсенал и склады в крепости (в крепости находилось 72 орудия и имелся 1 бронепоезд). 20 июля делегация ЗВП потребовала сдать крепость, но Совет крепости отверг это требование. К Кушке был направлен отряд полковника Зыкова, блокировавший город со всех сторон. К Зыкову присоединились отряды из русских крестьян и туркмен. 30 июля Зыков предъявил ультиматум о сдаче Кушки.
Оборону Кушки возглавили комендант крепости генерал-лейтенант царской армии А. П. Востросаблин, начальник штаба крепости Кушка штабс-капитан, председатель Совета солдатских депутатов гарнизона крепости Кушка К. И. Сливицкий и комиссар Г. С. Моргунов — механик военной радиостанции. В помощь гарнизону (80 солдат) были созданы конные красногвардейские отряды из крестьян посёлков Алексеевский и Полтавский и взвод железнодорожных рабочих (всего защитников крепости насчитывалось около 400 человек). С помощью местного населения были построены оборонительные сооружения в 4-5 км севернее Кушки, арсенал и склады крепости — заминированы.
9 августа отряда Зыкова (около 1500 чел.) начал наступление, а 16 августа трижды безуспешно штурмовал крепость. 20 августа к Кушке подошел советский сводный отряд под командованием Тимошкова С. П. Остатки отряда Зыкова, не оказав сопротивление отошли к Тахта-Базару.
В последующем в ноябре 1918 года по решению Реввоенсовета Туркестанского фронта гарнизон крепости Кушки был эвакуирован в Ташкент. В Ташкенте также было отправлено 70 орудий, 80 вагонов снарядов, 2 млн патронов и другого вооружения.
Крепость была занята белогвардейскими отрядами и возвращена РККА в июле 1919 года после ликвидации белогвардейского фронта.
В 1920 году гарнизон крепости Кушки был награждён Почётным революционным Красным Знаменем.
В 1928 году, в день 10-летия подвига, президиум ЦИК Туркменской ССР наградил крепость Кушка орденом Красного Знамени.
В 1983 году об обороне Кушки снят фильм «Бастион».